# Ludovica Marineo
Ludovica Marineo (29 maggio 1953) è una sceneggiatrice, doppiatrice e drammaturga italiana.

## Biografia

### Cinema
Come sceneggiatrice ha lavorato dal 1986 per diverse case di produzione fra cui Vides, Rodeo Drive, Alia film, Mass film, Cristaldi pictures. Ha ottenuto per tre volte la menzione speciale del Premio Solinas per sceneggiature e soggetti inediti (1989-1994-1998). Premio Roberto Rossellini per la sceneggiatura del cortometraggio IO E TU UNI scritto con la collaborazione di Marina Giordana. Come regista ha firmato in collaborazione con Renzo De Fazio un lungometraggio sperimentale, Noi siamo le malloffie, e altri video e cortometraggi presentati in festival e rassegne, come Ma tutto questo si può fare con birra, Ma l'amore no, Alta società, Sognando Norma Jean, Rifaccio il caffè, Mai più silenzio, Follia di mezzogiorno, tratto da un racconto di Maurizio Tocchi Ha ideato e diretto insieme a Ludmilla e Giorgio Arlorio e in collaborazione con Renato Cecchetto, 3 edizioni dal 2000 al 2003 tenute nel teatro della Cometa a Roma e dell'edizione del 2016 al Teatro di Villa Torlonia, della rassegna Saremo film  dedicato alla rappresentazione teatrale di soggetti cinematografici inediti, e ha curato la regia del film omonimo, prodotto da Renzo Rossellini jr. e Silvia D'Amico Bendicò per Rai Cinema, presentato a diversi festival fra cui il Festival di Roma 2006 e vincitore del "Premio della stampa" al "Santa Marinella film festival", scrivendone anche la sceneggiatura con la collaborazione di Domenico Strati e Renzo Rossellini JR.

### Teatro
Ha scritto numerose commedie, più volte rappresentate, fra le quali Tè senza limone, Pulizie di primavera, Buon anno signora, La moglie delle ventitré (Manfredina Pinelli bamby per gli amici) e Coriandoli peccaminosi (da un'idea di Mino Caprio), della quale ha curato l'adattamento e la regia per la televisione (trasmissione Palcoscenico di Rai 2). Ha inoltre adattato per il teatro alcuni romanzi (Briciole di Alessandra Arachi, Il racconto di Natale di Auggie Wren di Paul Auster, Una barca nel bosco di Paola Mastrocola).

### Radio
È stata autrice di alcuni programmi radiofonici per Radio Rai (i programmi A noi piace solo caldo o Favole del jazz, Fata e Cenerentola e Intimità con Mascia Musy.)

## Filmografia

### Regista
- Saremo film (2006)
- Follia di mezzogiorno (2015)

### Sceneggiatrice
- Milano... difendersi o morire, regia di Gianni Martucci (1978)
- Alessia... un vulcano sotto la pelle, regia di Alfredo Rizzo (1978)
- Il miele del diavolo, regia di Lucio Fulci (1986)
- L'insegnante di violoncello, regia di Lawrence Webber (1990)
- Centro storico - Donne sottotetto, regia di Roberto Giannarelli (1992)
- Volevamo essere gli U2, regia di Andrea Barzini (1992)
- Saremo film, regia di Ludovica Marineo (2006)

## Doppiaggio

### Film
- Mimi Rogers in Killer
- Catherine Deneuve in Ma saison préférée
- Rachel Ward in Più tardi al buio
- Sophie Marceau in La fidélité
- Sônia Braga in Morti oscure
- Brooke Shields in Brenda Starr - L'avventura in prima pagina
- Amy Irving in Beneficio del dubbio
- Bo Derek in I fantasmi non possono farlo
- Ellen Goldwasser in Tradimento fatale

### Telenovele
- Nora Cárpena in El refugio
- Karina K in La maga

### Serie animate
- Belladonna in Winx Club
- Lynn e Julia in Ken il guerriero - Il film (1° doppiaggio)
- Mocci in Monster Rancher
- Kyōko Otonashi in Cara dolce Kyoko (ep. 53-96)
- Marron nei film di Dragon Ball (1º doppiaggio)
- Miss Prudenza Petitpas in Le audaci inchieste di Miss Prudenza (ep. 27-52)
- A-20  e An Shòji (Tsukasa) in Hack sign
- Haruka Urashima e Hina Urashima in Love Hina
- Personaggi vari in Glitter Force

## Direzione del doppiaggio

### Film
- L'affido - Una storia di violenza
- Mio figlio
- Black Tide - Un caso di scomparsa
- Charlie Says
- The Bleeder - La storia del vero Rocky Balboa
- L'audizione
- L'escluso
- Arrivano gli italiani

### Film d'animazione
- Monkey King: The Hero Is Back
- Il viaggio del principe

### Serie TV e telenovele
- Grani di pepe
- Legàmi
- Somos tú y yo

### Serie animate
- Sei in arresto!
- Fantomette